# Gordon Carroll
Charles Gordon Carroll III (* 2. Februar 1928 in Baltimore, Maryland; † 20. September 2005; eigentlich Charles Gordon Carroll III) war ein US-amerikanischer Filmproduzent. 

## Leben
Charles Gordon Carroll III, so der bürgerliche Name, studierte Politik an der Princeton University in New Jersey und graduierte mit summa cum laude. Anschließend diente er drei Jahre lang in der US Army, unter anderem auch im Koreakrieg, bevor er sich in New York City niederließ, wo er weitere drei Jahre für die Werbeagentur „Foote, Cone & Belding“ arbeitete. 
Später zog er nach Los Angeles, Kalifornien und wurde ein bekannter Filmproduzent, der unter anderem die Filme Alien vs. Predator und Red Heat realisierte.
Gordon Carroll starb 77-jährig an den Folgen einer Lungenentzündung.

## Filmografie
als Produzent
- 1965: Wie bringt man seine Frau um? (How to Murder Your Wife)
- 1967: Der Unbeugsame (Cool Hand Luke)
- 1969: Ein Frosch in Manhattan (The April Fools)
- 1973: Pat Garrett jagt Billy the Kid (Pat Garrett & Billy the Kid)
- 1979: Alien – Das unheimliche Wesen aus einer fremden Welt (Alien)
- 1983: Das fliegende Auge (Blue Thunder)
- 1986: Rocket Man (The Best of Times)
- 1988: Red Heat
- 1992: Alien 3 (Alien³)
- 1997: Alien – Die Wiedergeburt (Alien: Resurrection)
- 2004: Alien vs. Predator

als Ausführender Produzent
- 1965: Wie bringt man seine Frau um (How to Murder Your Wife)
- 1986: Aliens – Die Rückkehr (Aliens)